# Mimoňské rybníky
Mimoňské rybníky jsou soustavou čtyř chovných rybníků nalézajících se asi 1 km severovýchodně od centra města Mimoň v okrese Česká Lípa napájených z řeky Ploučnice. Rozloha vodních ploch je 0,5 ha rybník I, 0,4 ha rybník II, 14 ha rybník III a 0,6 ha rybník IV počítáno ve směru od jihu. Rybníky jsou využívány pro chov ryb.

## Galerie

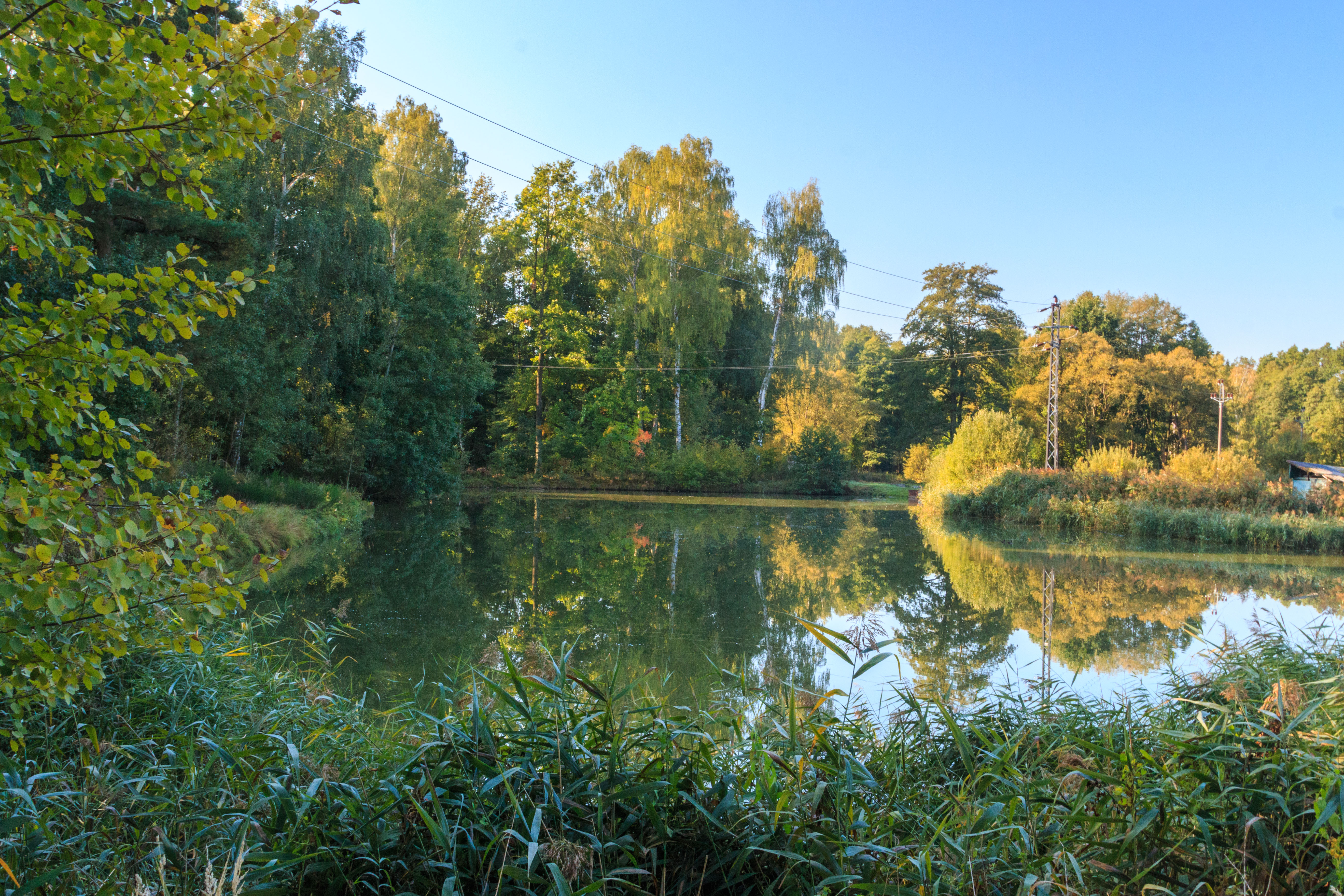
Mimoňské rybníky - rybník I
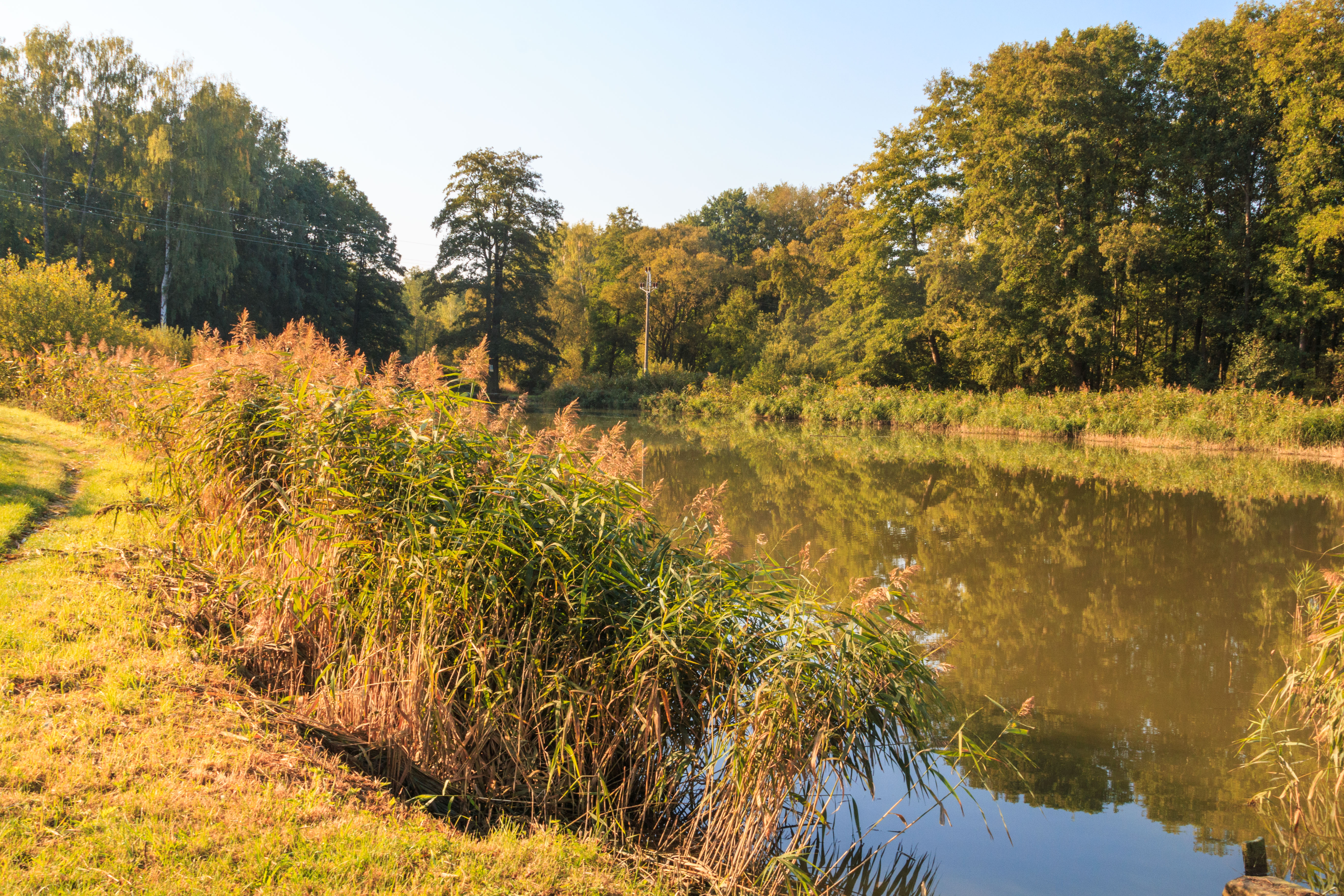
Mimoňské rybníky - rybník II
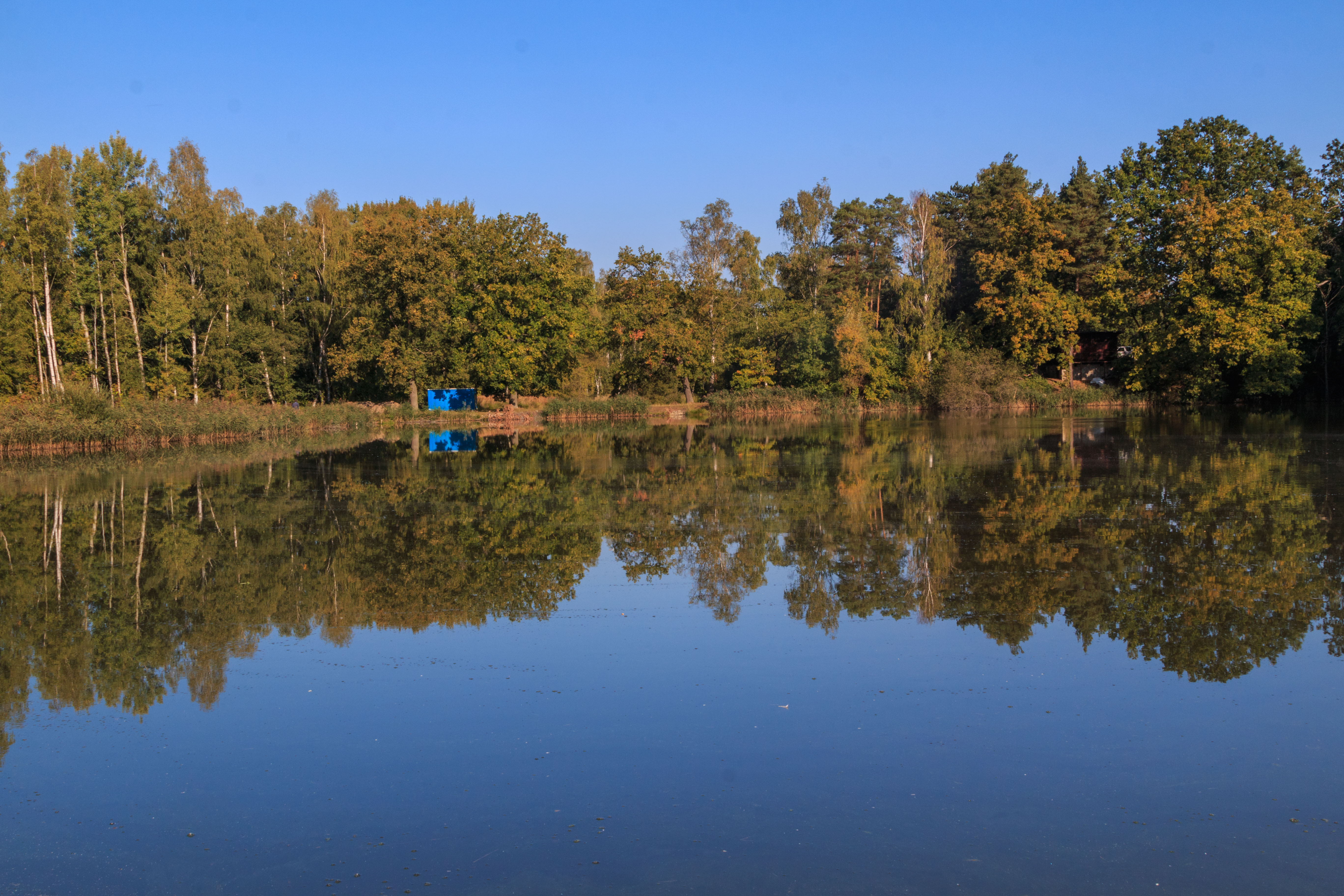
Mimoňské rybníky - rybník III
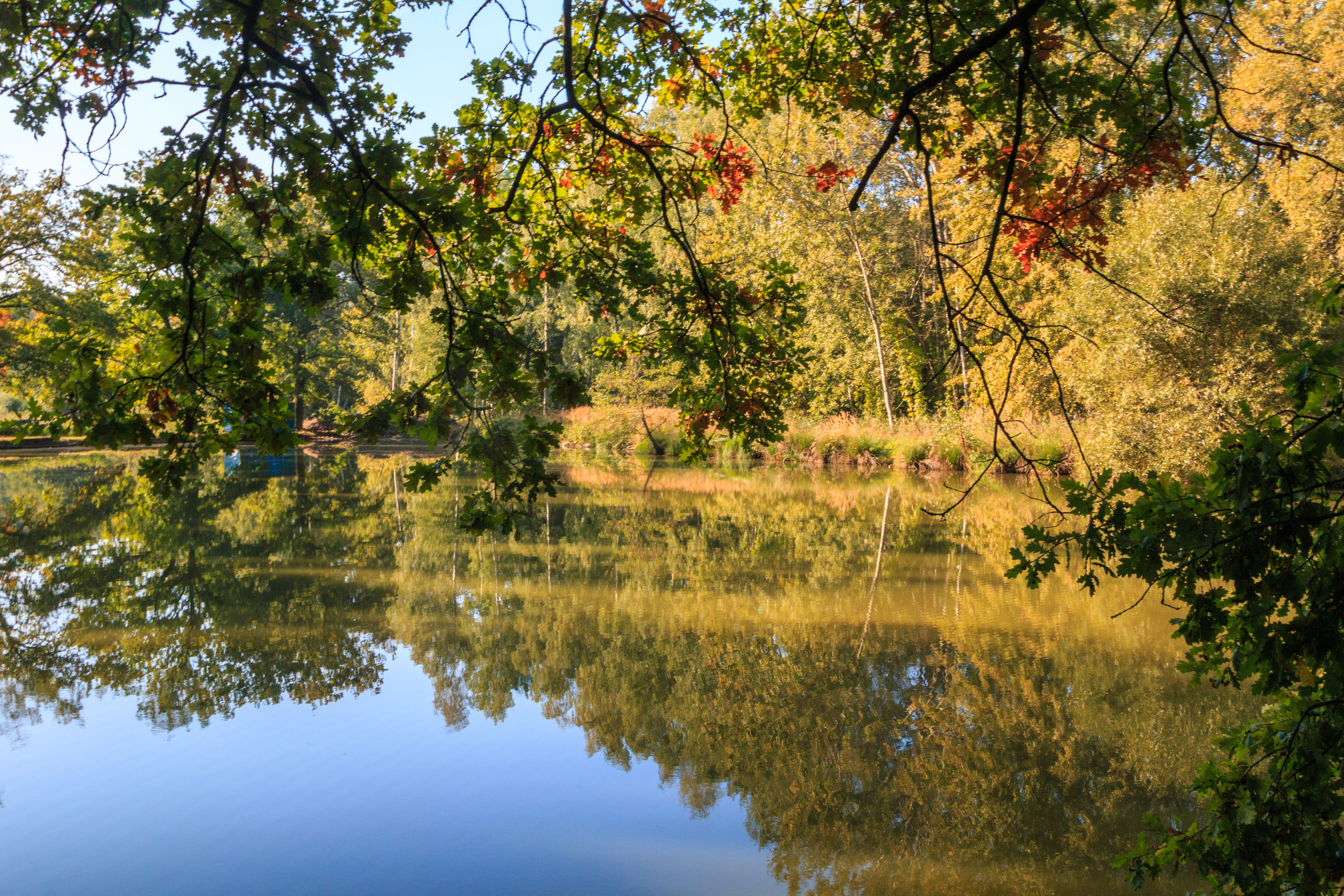
Mimoňské rybníky - rybník IV